# Alexander Wladimirowitsch Powetkin
Alexander Wladimirowitsch Powetkin (russisch Александр Владимирович Поветкин, * 2. September 1979 in Kursk) ist ein russischer Profiboxer im Schwergewicht und ehemaliger (aufgrund des damaligen Status Wladimir Klitschkos als WBA-„Superchampion“) regulärer Weltmeister nach Version der WBA (der Status des Superchampions ist höher gereiht).

## Amateurkarriere
Sein größter Erfolg in der Jugend war der zweite Platz im Halbmittelgewicht bei den Kadetten-Europameisterschaften 1995 in der Türkei.
Bei den Erwachsenen wurde er 2000 Russischer Meister im Schwergewicht sowie 2001 und 2002 Russischer Meister im Superschwergewicht.
Bei den Weltmeisterschaften 2001 in Belfast war er im Viertelfinale noch gegen Oleksij Masikin ausgeschieden, gewann jedoch noch im selben Jahr die Goodwill Games in Brisbane. Diesmal hatte er im Halbfinale Oleksij Masikin und im Finale Rustam Saidov bezwungen.
2002 gewann er die Europameisterschaften in Perm und schlug dabei Kurban Günebakan, Tufik Basisi, Sebastian Köber und Roberto Cammarelle. 2003 gewann er auch die Weltmeisterschaften in Bangkok, wobei er unter anderem Grzegorz Kiełsa, Rustam Saidov und Pedro Carrión schlagen konnte.
2004 wiederholte er den Gewinn der Europameisterschaften, als er sich in Pula gegen Ivica Bačurin, Wladimer Tschanturia, Nikola Vujasinović, Jaroslavas Jakšto und Roberto Cammarelle durchgesetzt hatte.
Mit diesen Erfolgen war er auch für die Olympischen Spiele 2004 in Athen qualifiziert und kämpfte sich gegen Sergey Rozhnov, Muchtarchan Dildäbekow und Roberto Cammarelle ins Finale vor. Sein Gegner beim Kampf um die Goldmedaille wäre Mohamed Aly gewesen, welcher jedoch verletzungsbedingt nicht antreten konnte, weshalb Powetkin kampflos der bisher einzige russische Olympiasieger in der höchsten Gewichtsklasse wurde (Stand: 2020).
Powetkin gewann darüber hinaus zahlreiche internationale Turniere, darunter das Vaclav Prochazka Tournament 1998 in Tschechien, das Gee-Bee Tournament 2000 und 2003 in Finnland, das Trofeo Italia Tournament 2002 in Italien, das Feliks Stamm Tournament 2002 in Polen, das Strandja Tournament 2002 und 2003 in Bulgarien, sowie den Copenhagen Cup 2003 in Dänemark.

## Profikarriere
2005 wurde Powetkin in Deutschland von Wilfried Sauerland unter Vertrag genommen, er galt als großes Talent. Sein Profidebüt fand am 11. Juni 2005 statt. Nach guten Leistungen in seinen ersten Profikämpfen gegen noch wenig anspruchsvolle Aufbaugegner besiegte er in seinem fünften Kampf Willie Chapman, der trotz negativer Kampfbilanz bemerkenswerte K.-o.-Siege gegen DaVarryl Williamson und T. J. Wilson vorweisen konnte.
Powetkins nächster Kampf gegen Richard Bango, den nigerianischen Silbermedaillengewinner der Olympischen Spiele 1992, zeigte eine boxerische Weiterentwicklung; Powetkin schlug Bango in der zweiten Runde k.o. Der deutliche Punktsieg gegen Friday Ahunanya am 22. April 2006, der direkt davor gegen Dominick Guinn unentschieden gekämpft hatte und etwa Rang 50 in den Computerranglisten einnahm, musste mühevoll erarbeitet werden.
Im Dezember 2006 schlug er in Moskau den US-Amerikaner Imamu Mayfield, ehemaliger Titelträger im Cruisergewicht, der unter anderem Peter Okhello 2002 besiegt hatte, der auf derselben Veranstaltung gegen Oleg Maskajew um den WBC-Titel boxte. Daraufhin boxte Powetkin gegen den erfahrenen US-Amerikaner David Bostice, gegen den Luan Krasniqi zuvor nur ein mühsamer Punktsieg gelungen war und der auch mit Calvin Brock über die Distanz gegangen war, allerdings von Wladimir Klitschko innerhalb zweier Runden geschlagen wurde. Powetkin machte von Anfang an Druck und siegte durch Technischen K. o. in der zweiten Runde.
In seinem ersten Auftritt als Hauptkämpfer gewann er im Juni 2007 in Moskau eine klare Punktentscheidung gegen den 40-jährigen Veteranen Larry Donald. Powetkin musste in diesem Duell erstmals in seiner Profikarriere über die Distanz von zehn Runden boxen. Powetkin erhielt nach dem Sieg eine Platzierung in den Top 15 des IBF-Verbandes, die es ihm ermöglichte, an einem Ausscheidungsturnier zur Ermittlung des Pflichtherausforderers von IBF-Weltmeister Wladimir Klitschko teilzunehmen. Im Rahmen dieses Turniers besiegte er am 27. Oktober 2007 in Erfurt den Ex-Weltmeister Chris Byrd durch Technischen K. o., als Byrds Vater und Trainer Joe Byrd den Kampf in der elften Runde wegen dessen Chancenlosigkeit abbrechen ließ. Powetkin trat daraufhin am 26. Januar 2008 in Berlin gegen den in zuvor dreißig Profikämpfen ungeschlagenen Eddie Chambers an, konnte sich auch gegen diesen nach Punkten durchsetzen und erwarb somit den ersten Platz in der IBF-Weltrangliste und das Recht, den IBF-Weltmeister Wladimir Klitschko herausfordern zu dürfen.
Da Wladimir Klitschko zunächst einer Pflichtverteidigung seines WBO-Titels nachkam, wurde der Kampf gegen den Ukrainer für den 13. Dezember 2008 in Mannheim geplant. In der Zwischenzeit gewann Powetkin im Juli 2008 in Tschechow einen weiteren Aufbaukampf gegen Taurus Sykes in vier Runden. Im Oktober 2008 verletzte sich Powetkin während der Vorbereitung auf das Duell gegen Klitschko am linken Sprunggelenk und musste diesen Termin absagen. Er behielt dennoch seine Position als Pflichtherausforderer für den IBF-Titel und seinen Ranglistenplatz sowie das Recht, bis spätestens zum 13. September 2009 um die IBF-Weltmeisterschaft boxen zu dürfen. Diese Frist wurde später jedoch nach Absprache mit der IBF bis 2010 verlängert.
Am 4. April 2009 kehrte Powetkin nach der Verletzungspause und neun Monaten Inaktivität in den Ring zurück und siegte in Düsseldorf gegen den US-Amerikaner Jason Estrada, ebenfalls Olympiateilnehmer 2004 in der Superschwergewichtsklasse, mit einiger Mühe über zehn Runden nach Punkten. Anschließend wechselte er den Trainer. Der US-Amerikaner Teddy Atlas, bekannt als Ex-Trainer von Mike Tyson und Michael Moorer, ersetzte Waleri Below.
In der Folge gewann Powetkin zwei Aufbaukämpfe, gegen den US-Amerikaner Leo Nolan und den Mexikaner Javier Mora, in Vorbereitung auf den Weltmeisterschaftskampf gegen Klitschko jeweils vorzeitig. Ende März 2010, nach der erfolgreichen Titelverteidigung Klitschkos gegen Eddie Chambers, wurden Powetkin und Klitschko von der IBF angewiesen, eine Einigung bezüglich der Pflichtverteidigung des IBF-Titels zu erzielen. Nachdem das bis Ende Juni nicht gelungen war, wurde der Kampf durch die IBF versteigert. Klitschkos K2 Promotions erwarb dabei das Veranstaltungsrecht mit einem Gebot von 8,3 Millionen Dollar gegenüber einem Gebot von 4,3 Millionen Dollar durch Sauerland Event; der Kampf sollte am 11. September in der Frankfurter Commerzbank-Arena stattfinden. Da Powetkin allerdings zu einer ersten offiziellen Pressekonferenz zur Ankündigung des Titelkampfes nicht erschien und auch den Kampfvertrag nicht fristgerecht unterschrieb, wurde ihm auf Antrag Klitschkos der Status des Pflichtherausforderers aberkannt; Powetkin wurde infolgedessen in der IBF-Weltrangliste zurückgestuft. Am 16. Oktober 2010 gewann Alexander Powetkin im Olimpijski-Sportpalast in Tschechow gegen den Nigerianer Teke Oruh durch K. o. in der fünften Runde. Seinen nächsten Kampf gewann er am 18. Dezember 2010 gegen den US-Amerikaner Nicolai Firtha deutlich nach Punkten.
Nachdem Wladimir Klitschko im Juli 2011 den WBA-Weltmeister David Haye besiegt und dadurch die Weltmeistertitel der Verbände IBF, WBO und WBA vereinigt hatte, wurde er von der WBA zum so genannten Superchampion erklärt. Um den somit vakant erklärten regulären WBA-Weltmeistertitel sollten daraufhin der Erst- und Zweitplatzierte der WBA-Rangliste, Ex-WBA-Weltmeister Ruslan Chagayev und Powetkin, boxen. Dieser Kampf fand am 27. August 2011 in Erfurt statt und wurde von Powetkin über zwölf Runden eindeutig nach Punkten gewonnen (116-112, 117-113, 117-113). In seiner ersten Titelverteidigung besiegte Powetkin den 42-jährigen US-Amerikaner Cedric Boswell im Dezember 2011 durch Technischen K. o. in der achten Runde.
Im Januar 2012 kam es zur Trennung von Trainer Teddy Atlas. Bereits in der Vorbereitung auf den Chagayev-Kampf hatte es erste Unstimmigkeiten gegeben, da Atlas parallel zu seiner Trainertätigkeit als Box-Kommentator für die Fernsehsender ESPN arbeitete und darauf bestand, dass Powetkin zum Training in die USA reisen sollte, während es das Team um Powetkin bevorzugte, sich für einen Kampf in Europa im heimischen Tschechow vorzubereiten. Neuer Trainer wurde Alexander Simin, ehemaliger Trainer von unter anderem Juri Arbatschakow, Orsubek Nasarow oder Nikolai Walujew. Seine zweite Titelverteidigung bestritt Powetkin gegen Marco Huck. Huck, zu diesem Zeitpunkt amtierender WBO-Weltmeister im Cruisergewicht, hatte zuvor noch keinen Kampf im Schwergewicht bestritten. Da er aber wie Powetkin ebenfalls beim Sauerland-Boxstall unter Vertrag stand, erhielt er die Chance, um den WBA-Schwergewichtstitel boxen zu dürfen, ohne sich vorher sportlich dafür qualifizieren zu müssen. Der Kampf fand am 25. Februar 2012 in der Stuttgarter Porsche-Arena statt und wurde von Powetkin knapp nach Punkten gewonnen, obwohl er von Huck mehrfach an den Rand einer K.-o.-Niederlage gebracht wurde. Am 28. September 2012 verteidigte Powetkin seinen WM-Gürtel gegen den chancenlosen ehemaligen Weltmeister Hasim Rahman durch Technischen Knockout in der zweiten Runde.
Im Mai 2013 gewann er vorzeitig gegen Andrzej Wawrzyk (27-0).
Im Oktober 2013 verlor er im IBF/WBA/WBO/IBO-Titelkampf einstimmig nach Punkten gegen Wladimir Klitschko. Kritisiert wurde, dass Klitschko zu Anfang des Kampfes ziemlich häufig klammerte und sich mit den Ellbogen auf seinen Gegner legte. Powetkin war deshalb bereits nach wenigen Runden erschöpft und ging in der 7. Runde drei Mal zu Boden. Durch die Niederlage verlor Powetkin den Titel des regulären Weltmeisters der WBA, während Wladimir Klitschko weiterhin Superweltmeister der WBA und Weltmeister der Verbände IBF/WBO/IBO blieb.
Die WBA setzte nach der Niederlage gegen Klitschko für das Jahr 2014 einen Kampf gegen den Kubaner Luis Ortiz an. In jenem Kampf hatte Powetkin die Chance, direkt wieder regulärer WBA-Weltmeister zu werden. Doch Powetkin wollte nicht gegen Ortiz boxen und trat lieber gegen einen vertretbaren Gegner an.
Nachdem Powetkins Vertrag bei Sauerland Event Ende 2013 ausgelaufen war, verpflichtete er sich für die Dauer von drei Jahren beim russischen Promoter Andrej Ryabinsky. Im Mai 2014 gewann er vorzeitig gegen Manuel Charr.
Im Mai 2016 sollte ein Kampf mit Deontay Wilder stattfinden. Allerdings gab Powetkin vorher eine auf Meldonium positive Dopingprobe ab und der Kampf wurde verschoben. Im Dezember 2016 sollte ein Kampf gegen Bermane Stiverne stattfinden. Powetkin wurde jedoch erneut positiv getestet, diesmal auf Ostarin. Beim erneuten Dopingtest am 13. Dezember 2016 wurde Powetkin negativ getestet, gleichzeitig wurde angemerkt, dass die Probe vom 6. Dezember 2016 lediglich 10 pg also 0,00000000001 g Ostarin enthielt. Powetkin wurde für ein Jahr gesperrt und musste eine Geldstrafe von 250.000 Dollar bezahlen. Das WBC erhöhte die Sperre auf lebenslänglich. Dagegen ging Powetkin erfolgreich vor, so dass er im Oktober 2017 wieder startberechtigt wurde. Am 22. September 2018 erfuhr Powetkin seine zweite Profi-Niederlage durch TKO in der siebten Runde gegen Anthony Joshua.

## Sonstiges
Powetkin trainiert und lebt in Tschechow (Russland). In seiner Zeit als Amateurboxer war er außerdem erfolgreicher Kickboxer und wurde in dieser Sportart 1997 Juniorenweltmeister, 1999 Weltmeister und 2000 Europameister. Sein jüngerer Bruder Wladimir (* 1980) bestritt 2007 und 2008 im Cruisergewicht sechs Profikämpfe.
Als sein persönliches, sportliches Vorbild bezeichnet er Alexander Borissowitsch Lebsjak.
Alexander Powetkin ist seit dem 6. Juli 2013 in zweiter Ehe mit dem russischen Fotomodell und der „Miss Kursk 2008“, Jewgenija Merkulowa (* 1988), verheiratet. Aus seiner ersten Ehe hat er eine Tochter namens Arina (* 2003).
Alexander Powetkin ist überzeugter Nichtraucher und Antialkoholiker.
Seit 2004 versteht Powetkin sich in religiöser Hinsicht als Rodist und äußert, dass ihm diese slawisch-heidnische Glaubensrichtung näher liege als das Christentum.
Powetkin trägt auf seinem linken Arm eine Tätowierung von Svarog, einer Figur aus der slawischen Mythologie.
Powetkin engagiert sich in der russischen Politik. Er ist Mitglied der Kremlpartei Einiges Russland und hat einen Abgeordnetensitz im Gebietsparlament der Oblast Kursk. Seit dem 14. Mai 2024 ist Powetkin stellvertretender Gouverneur der Oblast Wologda und beschäftigt sich dort mit den Fragen der Sport- und Patriotismuserziehung der Jugendlichen.
Powetkin unterstützte den russischen Angriffskrieg in der Ukraine 2022.

## Liste der Profikämpfe
| 36 Siege (25 K.-o.-Siege), 3 Niederlagen, 1 Unentschieden          |               |                                                       | |                                                   |
| Jahr                                                               | Tag           | Ort                                                   | Gegner | Ergebnis für Powetkin                             |
| 2005                                                               | 11. Juni      | bigBOX Allgäu, Kempten, Deutschland                   | Muhammed Ali Durmaz                                                                                                 | Sieg / TKO 2. Runde                               |
| 2005                                                               | 3. September  | Internationales Congress Centrum, Berlin, Deutschland | Cerrone Fox | Sieg / TKO 4. Runde                               |
| 2005                                                               | 1. Oktober    | EWE Arena, Oldenburg, Deutschland                     | John Castle | Sieg / Aufgabe 1. Runde                           |
| 2005                                                               | 12. November  | Alsterdorfer Sporthalle, Hamburg, Deutschland         | Stephane Tessier | Punktsieg (einstimmig) / 4 Runden                 |
| 2005                                                               | 17. Dezember  | Max-Schmeling-Halle, Berlin, Deutschland              | Willie Chapman | Sieg / TKO 5. Runde                               |
| 2006                                                               | 4. März       | EWE Arena, Oldenburg, Deutschland                     | Richard Bango | Sieg / KO 2. Runde                                |
| 2006                                                               | 22. April     | SAP Arena, Mannheim, Deutschland                      | Friday Ahunanya | Punktsieg (einstimmig) / 6 Runden                 |
| 2006                                                               | 3. Juni       | TUI Arena, Hannover, Deutschland                      | Livin Castillo | Sieg / TKO 4. Runde                               |
| 2006                                                               | 23. September | Rittal Arena, Wetzlar, Deutschland                    | Ed Mahone | Sieg / TKO 5. Runde                               |
| 2006                                                               | 10. Dezember  | Olimpijski-Halle, Moskau, Russland                    | Imamu Mayfield | Sieg / TKO 3. Runde                               |
| 2007                                                               | 3. März       | StadtHalle, Rostock, Deutschland                      | David Bostice | Sieg / TKO 2. Runde                               |
| 2007                                                               | 26. Mai       | Jako Arena, Bamberg, Deutschland                      | Patrice L’Heureux                                                                                                   | Sieg / KO 2. Runde                                |
| 2007                                                               | 30. Juni      | Olimpijski-Halle, Moskau, Russland                    | Larry Donald | Punktsieg (einstimmig) / 10 Runden                |
| 2007                                                               | 27. Oktober   | Messehalle, Erfurt, Deutschland                       | Chris Byrd | Sieg / TKO 11. Runde                              |
| 2008                                                               | 26. Januar    | Tempodrom, Berlin, Deutschland                        | Eddie Chambers | Punktsieg (einstimmig) / 12 Runden                |
| 2008                                                               | 19. Juli      | Olimpijski-Sportpalast, Tschechow, Russland           | Taurus Sykes | Sieg / KO 4. Runde                                |
| 2009                                                               | 4. April      | Burg-Wächter Castello, Düsseldorf, Deutschland        | Jason Estrada | Punktsieg (einstimmig) / 10 Runden                |
| 2009                                                               | 5. Dezember   | Arena, Ludwigsburg, Deutschland                       | Leo Nolan | Sieg / KO 3. Runde                                |
| 2010                                                               | 13. März      | Max-Schmeling-Halle, Berlin, Deutschland              | Javier Mora | Sieg / TKO 5. Runde                               |
| 2010                                                               | 16. Oktober   | Olimpijski-Sportpalast, Tschechow, Russland           | Teke Oruh | Sieg / KO 5. Runde                                |
| 2010                                                               | 18. Dezember  | Max-Schmeling-Halle, Berlin, Deutschland              | Nicolai Firtha | Punktsieg (einstimmig) / 10 Runden                |
| 2011                                                               | 27. August    | Messehalle, Erfurt, Deutschland                       | Ruslan Chagayev reguläre WBA-Schwergewicht-Weltmeisterschaft                                                        | Punktsieg (einstimmig) / 12 Runden                |
| 2011                                                               | 3. Dezember   | Hartwall Arena, Helsinki, Finnland                    | Cedric Boswell reguläre WBA-Schwergewicht-Titelverteidigung                                                         | Sieg / KO 8. Runde                                |
| 2012                                                               | 25. Februar   | Porsche-Arena, Stuttgart, Deutschland                 | Marco Huck reguläre WBA-Schwergewicht-Titelverteidigung                                                             | Punktsieg (Mehrheitsentscheidung) / 12 Runden     |
| 2012                                                               | 29. September | Alsterdorfer Sporthalle, Hamburg, Deutschland         | Hasim Rahman reguläre WBA-Schwergewicht-Titelverteidigung                                                           | Sieg / TKO 2. Runde                               |
| 2013                                                               | 17. Mai       | Crocus City Hall, Krasnogorsk, Russland               | Andrzej Wawrzyk reguläre WBA-Schwergewicht-Titelverteidigung                                                        | Sieg / TKO 3. Runde                               |
| 2013                                                               | 5. Oktober    | Olimpijski-Halle, Moskau, Russland                    | Wladimir Klitschko IBF/IBO/WBA/WBO-Schwergewicht-Weltmeisterschaft                                                  | Punktniederlage (einstimmig) / 12 Runden          |
| 2014                                                               | 30. Mai       | Sportpalast Luschniki, Moskau, Russland               | Manuel Charr WBC-International Schwergewicht-Meisterschaft                                                          | Sieg / KO 7. Runde                                |
| 2014                                                               | 24. Oktober   | Sportpalast Luschniki, Moskau, Russland               | Carlos Takam WBC-Silber Schwergewicht-Meisterschaft                                                                 | Sieg / KO 10. Runde                               |
| 2015                                                               | 22. Mai       | Sportpalast Luschniki, Moskau, Russland               | Mike Perez WBC-Silber Schwergewicht-Titelverteidigung                                                               | Sieg / TKO 1. Runde                               |
| 2015                                                               | 4. November   | TatNeft Arena, Kasan, Russland                        | Mariusz Wach WBC-Silber Schwergewicht-Titelverteidigung                                                             | Sieg / TKO 12. Runde                              |
| 2016                                                               | 17. Dezember  | IEC Expo, Jekaterinburg, Russland                     | Johann Duhaupas | Sieg / KO 6. Runde                                |
| 2017                                                               | 1. Juli       | Sportpalast Luschniki, Moskau, Russland               | Andriy Rudenko WBA-Continental Schwergewicht-Meisterschaft WBO-International Schwergewicht-Meisterschaft            | Punktsieg (einstimmig) / 12 Runden                |
| 2017                                                               | 15. Dezember  | Palast der Spielsportarten, Jekaterinburg, Russland   | Christian Hammer WBO-International Schwergewicht-Titelverteidigung WBA-Interkontinental Schwergewicht-Meisterschaft | Punktsieg (einstimmig) / 12 Runden                |
| 2018                                                               | 31. März      | Principality Stadium, Cardiff, Wales, Großbritannien  | David Price WBO-International Schwergewicht-Titelverteidigung WBA-Interkontinental Schwergewicht-Titelverteidigung  | Sieg / KO 5. Runde                                |
| 2018                                                               | 22. September | Wembley-Stadion, London, England, Großbritannien      | Anthony Joshua IBF/IBO/WBA/WBO-Schwergewicht-Weltmeisterschaft                                                      | Niederlage / TKO 7. Runde                         |
| 2019                                                               | 31. August    | O2-Arena, Greenwich                                   | Hughie Fury WBA-International Schwergewicht-Meisterschaft                                                           | Punktsieg (einstimmig) / 12 Runden                |
| 2019                                                               | 7. Dezember   | Diriyah Arena, Dirʿiyya, Saudi-Arabien                | Michael Hunter | Unentschieden (geteilte Entscheidung) / 12 Runden |
| 2020                                                               | 22. August    | Matchroom Fight Camp, Brentwood, Großbritannien       | Dillian Whyte | Sieg / TKO 5. Runde                               |
| 2021                                                               | 27. März      | Europa Sports Park, Gibraltar                         | Dillian Whyte | Niederlage / KO 4. Runde                          |
| Quelle: Alexander Wladimirowitsch Powetkin in der BoxRec-Datenbank |               |                                                       | |                                                   |